# Serrivomer garmani
Serrivomer garmani (Bertin, 1944) è un pesce osseo marino appartenente alla famiglia Serrivomeridae.
L'epiteto specifico è un omaggio al naturalista statunitense Samuel Garman (1843-1927), per il contributo che i suoi studi hanno dato all'ittiologia.

## Distribuzione e habitat
L'areale di questa specie comprende l'Oceano Indiano occidentale; secondo altre fonti, è stato catturato più precisamente al largo delle Maldive, a sud dello Sri Lanka e al largo delle Seychelles orientali.
È una specie batipelagica che frequenta acque comprese tra 150 e 2 250 (o 2 500) metri di profondità, sulla piattaforma continentale e nella parte superiore della scarpata continentale.

## Descrizione
S. garmani conserva l'aspetto comune a tutti i membri del suo genere; come tutti gli anguilliformi presenta un corpo molto allungato, con le pinne dorsale, caudale e anale unite, e senza pinne ventrali.
La taglia massima nota, relativa a un esemplare maschio, è di 57 cm.

## Biologia
Pressoché ignota.

## Conservazione
S. garmani non ha alcun interesse per la pesca e, per le sue abitudini batipelagiche, non viene catturato nemmeno come bycatch. Sebbene la consistenza delle popolazioni sia ignota, si ipotizza che non subisca impatti dalle attività umane. Per questi motivi è classificato dalla Lista Rossa IUCN come "a rischio minimo" (Least Concern).